# ミチアキ・ナガタニ
ミチアキ・ナガタニ（Michiaki Nagatani Morishita, 1960年5月10日 - ）は、ボリビアの政治家、政治学者、コンサルタント業。サンファン移住地出身の日系人二世。「長谷 倫明」との漢字表記も見られる。スペイン語におけるフルネームは、ミチアキ・ナガタニ・モリシタである（名＋父姓＋母姓）。
2005年12月のボリビア大統領選挙に中道左派政党の民族革命運動党（MNR）公認候補として出馬するが落選。その後、ボリビアの国会下院議員 兼 下院外交委員長を務めた。

## 来歴
1960年5月10日に、サンタクルス県サンフアン・デ・ヤパカニ移住区（日本人移民が入植開拓したサンフアン移住地）に生まれる。サンフアン移住地はボリビア経済の中心地である県都サンタ・クルス・デ・ラ・シエラ市の北125キロに位置する。両親は1950年代にボリビアに来た日本人移民。この地の住民は「カンバ」として知られ、ナガタニは「カンバのサムライ」（"samurái camba"）の愛称で呼ばれた。コロンビアの首都ボゴタにあるホルヘ・タデオ・ロサノ大学（UTADEO）で学士課程、ハベリアナ大学（PUJ）大学院修士課程で、国際関係と政治学を学んだ。青年時代は国連職員を志望していた。1981年から1991年まで10年間、ボゴタの在コロンビア日本国大使館に職員として勤務した。1995年にボリビアに戻り、農業会社やコンサルティング会社で働いた。米国に亡命したゴンサロ・サンチェス・デ・ロサダ元大統領と親しく、彼の後押しがMNR党公認を得る上で一助となったと言われる。。
2005年8月12日実施予定だったサンタクルス県知事選挙に出馬表明し、最有力候補者と見られていたが、県知事選挙が延期されて同年12月の大統領選挙と同日実施となったため、2005年8月20日に大統領選挙への出馬を表明した。当時最大与党であったMNR党代議員大会で出席者1000人のうち賛成969票という圧倒的支持な支持により同党の公認を得て、翌8月21日早朝にボリビア政治史上初の日系ボリビア人の大統領候補に選出された。
出馬表明から3日後の8月23日発表の国内大手テレビ局UNITELが行った視聴者アンケートの結果では、34パーセントの支持を得た。当時の出馬表明4氏中2位であった。なお、首位は、大手セメント会社社長兼バーガーキング現地法人オーナーのサムエル・ドリア・メディーナの37パーセントであった。同じ日系人で、政治的手腕が未知数などの共通項から、当時日本に亡命していたペルーの元大統領アルベルト・フジモリと比較されることが多く、「フヒモリ―ト（＝小フジモリ）」と呼ぶ人もいた。
ブラジルの日系人向け邦字紙『ニッケイ新聞』のインタビュー記事で、「サンファン在住の父・拙美さんには、「『政治の世界に入るなんて、頭がおかしくなったんじゃないか』って言われましたよ。政治的経験もないのにってね。けど、よく考えたうえでの判断したこと。今がボリビアの歴史を変えるチャンス。一夜漬けの政治家ですけどね」と語っている。
2005年12月18日に実施された大統領選挙を含む総選挙に於いて、ナガタニ候補は、全有効投票の6.5パーセントの得票に終わり、第4位で落選した（当選者はエボ・モラレス、得票率53.7パーセント）。MNRは、同日実施された下院議員選挙において130名中7名が当選し、ナガタニも下院議員として当選した。下院議員としては、下院外交委員長を務めた。